# Мотошень
Мотошень, Мотошені (рум. Motoșeni) — село у повіті Бакеу в Румунії. Входить до складу комуни Мотошень.
Село розташоване на відстані 233 км на північний схід від Бухареста, 44 км на південний схід від Бакеу, 93 км на південь від Ясс, 112 км на північний захід від Галаца.

## Населення
За даними перепису населення 2002 року у селі проживали 374 особи, усі — румуни. Усі жителі села рідною мовою назвали румунську.